# Anthracoceros coronatus
Anthracoceros coronatus este o specie de pasăre rinocer.

## Taxonomie
Specia a fost descrisă de polimatul francez Georges-Louis Leclerc, conte de Buffon în 1780 în lucrarea sa Histoire Naturelle des Oiseaux. Pasărea a fost, de asemenea, ilustrată într-o placă colorată manual gravată de François-Nicolas Martinet⁠(d) în Planches Enluminées D'Histoire Naturelle care a fost produsă sub supravegherea lui Edme-Louis Daubenton⁠(d) pentru a însoți textul lui Buffon. Nici legenda plăcii, nici descrierea lui Buffon nu includeau un nume științific, dar în 1783 naturalistul olandez Pieter Boddaert a inventat numele binomial Buceros coronatus în catalogul său din Planches Enluminées. Specia este acum plasată în genul Antracoceros⁠(d), care a fost introdus de naturalistul german Ludwig Reichenbach⁠(d) în 1849. Specia este monotipică. Numele generic combină termenii din greaca veche antrax, adică „negru de cărbune”, și kerōs, adică „corn”..Epitetul specific coronatus provine din latină, însemnând „încoronat”.

## Descriere
Specia este o pasăre rinocer mare, măsurând 65 de centimetri în lungime. Are penajul în principal negru, în afară de abdomenul, pata gâtului, părțile laterale ale cozii și marginea posterioară a aripilor, care sunt albe. Ciocul este galben, cu o cască mare, în principal negru. Femelele au pielea orbitală albă, care lipsește la masculi. Indivizii tineri nu au cască. Specia poate fi confundată cu Anthracoceros albirostris⁠(d).

## Răspândire și habitat

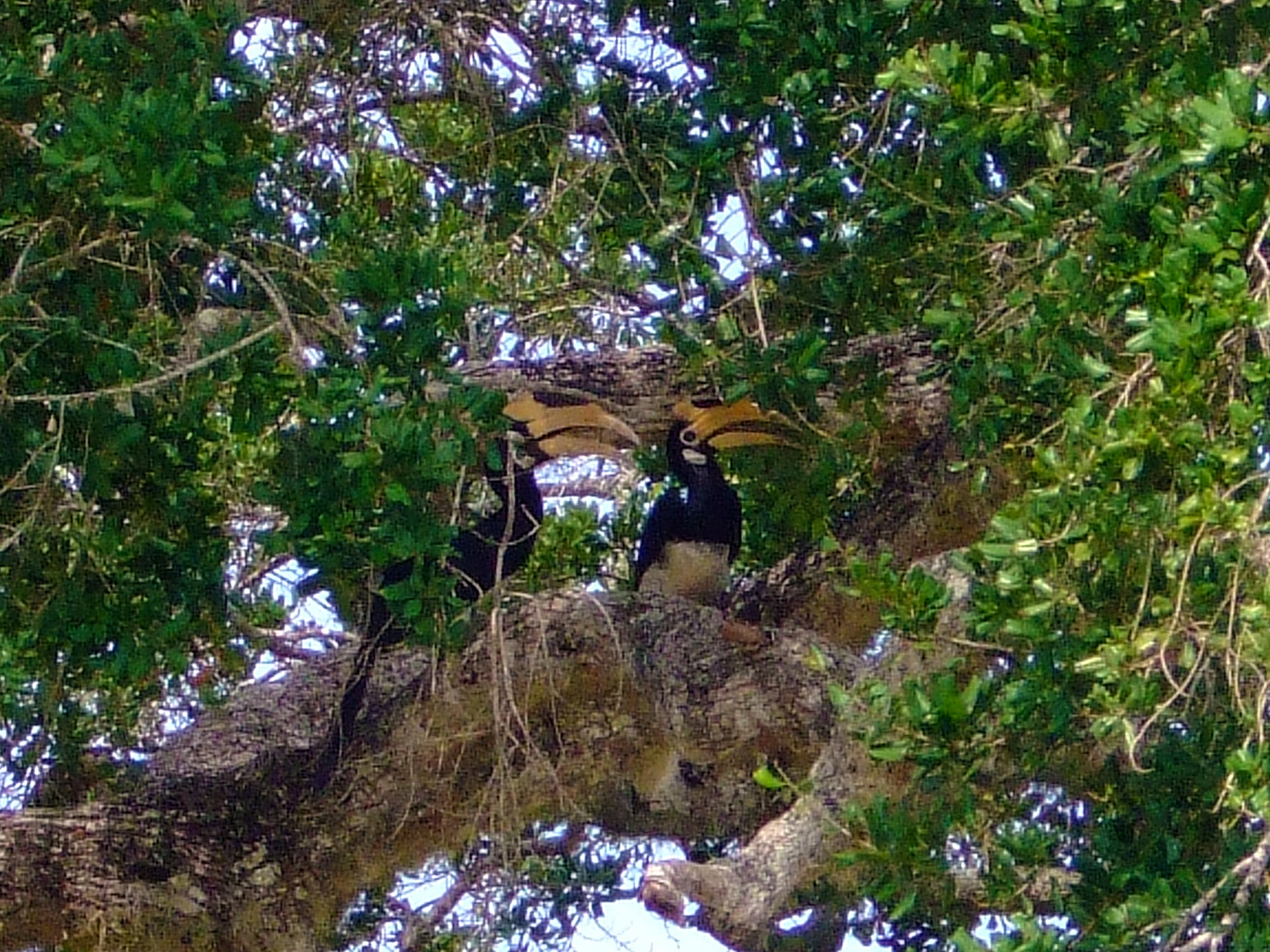
Două păsări în Parcul Național Yala în Sri Lanka.

Această pasăre rinocer este un rezident comun în India și Sri Lanka. Habitatul său este reprezentat de pădurile de foioase și cele veșnic verzi și umede, adesea în apropierea așezărilor umane.

## Comportament

### Reproducere
În timpul incubării, femela depune două sau trei ouă albe într-o scorbură, care este blocată cu un ciment făcut din noroi, excremente și pulpă de fructe. Există o singură deschidere îngustă, suficient de mare pentru ca masculul să transfere mâncare femelei și puilor. Când puii ajung să fie prea mari pentru ca mama să mai încapă în cuib cu ei, femela părăsește cuibul și reconstruiește peretele, după care ambii părinți hrănesc puii.

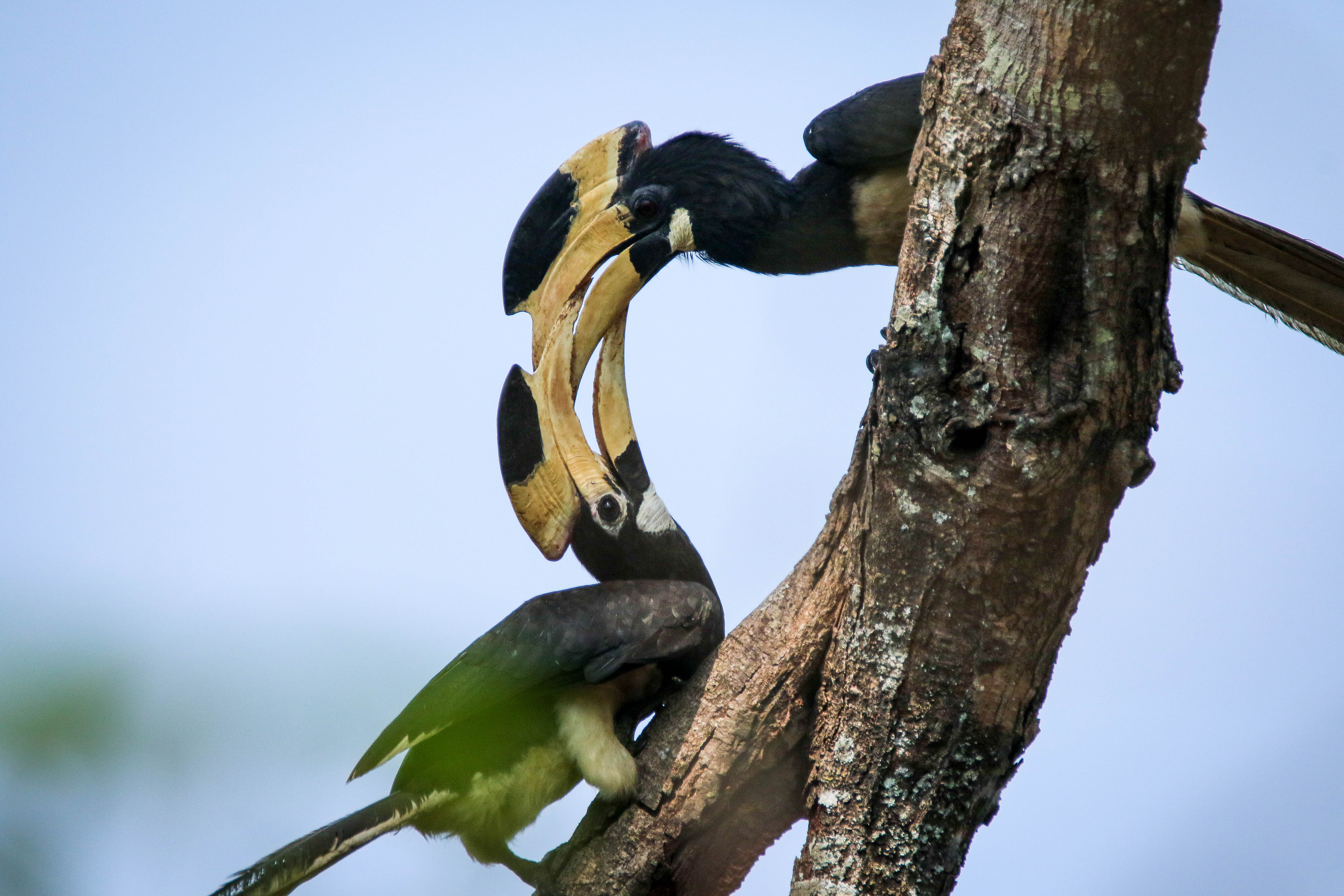
Doi indivizi în Sanctuarul Faunei Sălbatice Dandeli

### Alimentație
Această specie este omnivoră, consumând fructe, mamifere mici, păsări, reptile mici, insecte etc. Prada este ucisă și înghițită întreagă. Smochinele sunt un aliment important, contribuind cu aproximativ 60 % la dieta lor din mai până în februarie, în afara sezonului de reproducere. În timpul reproducerii, în martie și aprilie, până la 75 % din fructele livrate la cuib sunt smochine. De asemenea, se hrănesc și cu alte fructe, inclusiv cele ale Strychnos nux-vomica, care sunt toxice pentru multe vertebrate.
Această specie, precum și Buceros bicornis, frecventează reperat localitatea Centralei Atomice Kaiga de lângă Karwar. Biodiversitatea bogată din pădurea din jurul centralei a devenit o nișă pentru o mare varietate de specii de păsări rare. Un studiu care a comparat populațiile pe o perioadă de 23 de ani la Dandeli nu a găsit schimbări semnificative.
În India centrală, popoarele tribale cred că a agăța un craniu al acestei specii (cunoscut sub numele de dhanchidiya) aduce bogăție.

## Galerie

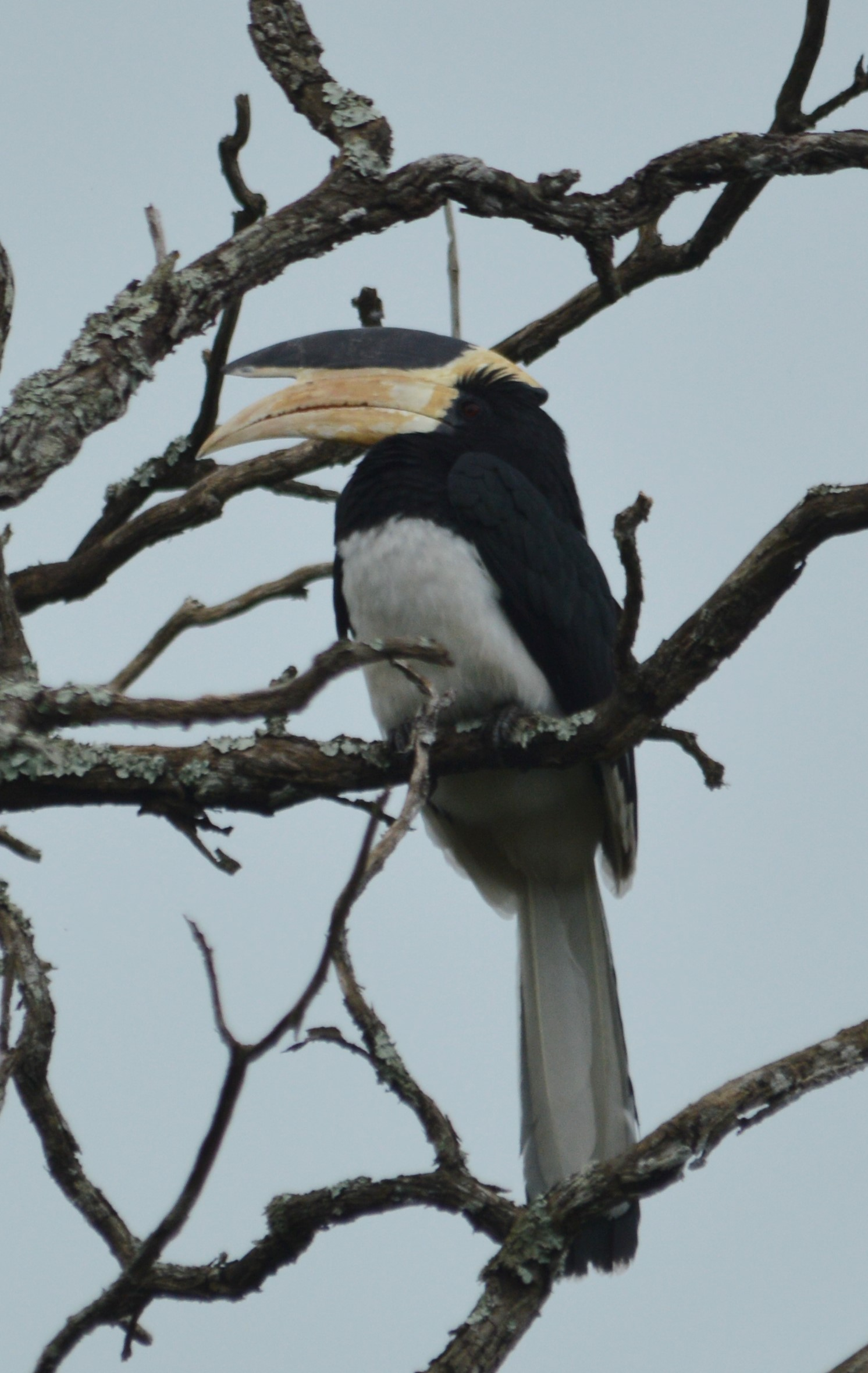
În Nagarhole NP, India
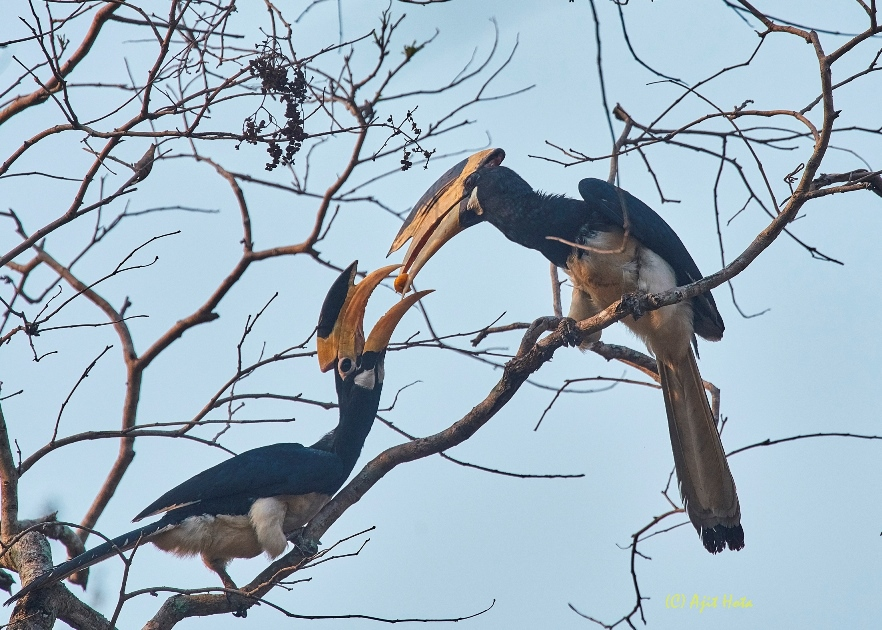
Cuplu în Dandeli⁠(d), Karnataka, India
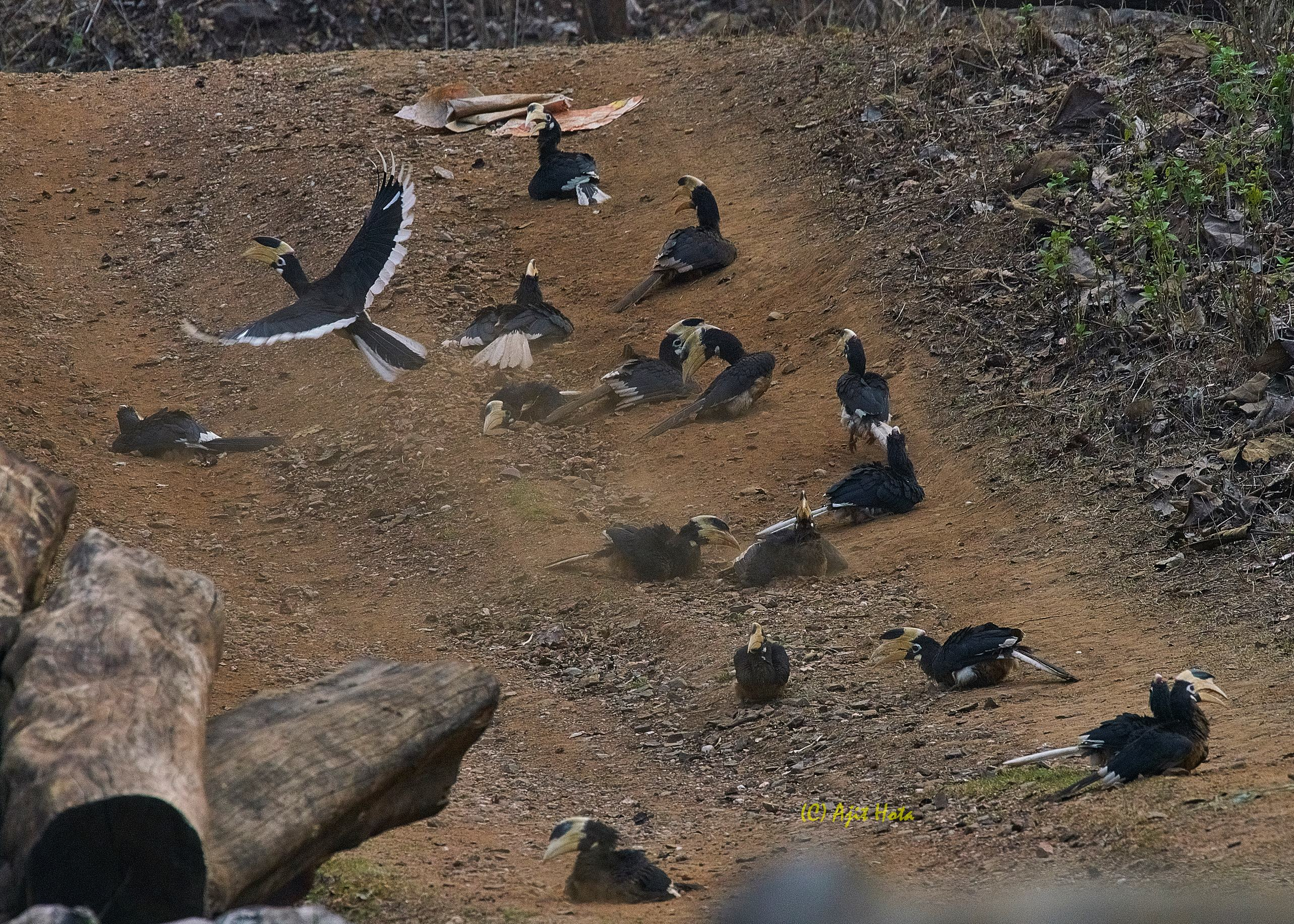
Un grup care se scaldă în praf la Dandeli⁠(d), Karnataka, India